# Stratégie européenne de sécurité
Lire en ligne

Consulter

La stratégie européenne de sécurité est un document dans lequel l'Union européenne « clarifie sa stratégie de sécurité afin d'assurer une Europe sûre dans un monde meilleur. Cette stratégie vise principalement à mieux identifier les menaces, à définir les objectifs stratégiques de l'Union et à dégager les implications politiques pour l'Europe ».
La stratégie européenne de sécurité a été rédigée sous l'autorité du Haut représentant de l'UE pour la PESC, Javier Solana, et adoptée par le Conseil européen les 12 et 13 décembre 2003 à Bruxelles.
Le document définie des menaces communes:
- terrorisme
- prolifération des armes de destruction massive
- conflits régionaux
- déliquescence des États
- criminalité organisée

Le document a aidé à définir la politique globale extérieur de l'UE (promotion de bonne gouvernance, réforme de sécurité, coopération internationale). Mais il ne donne pas d'orientations opérationnelles suffisamment concrètes.
Il a été remplacé par la Stratégie globale de l'Union européenne le 28 juin 2016.

## Sources

## Compléments